# Don Edmunds
Don Edmunds (Santa Ana, Californië, 23 september 1930 — 12 augustus 2020) was een Amerikaans Formule 1-coureur. Hij reed 1 race; de Indianapolis 500 van 1957.